# De kozakken of Waar is uw broeder Abel?
De kozakken of Waar is uw broeder Abel? is een hoorspel van Edzard Schaper. Die Kosaken oder Wo ist dein Bruder Abel? werd op 15 november 1964 door Radio Bremen uitgezonden. De KRO bracht het in het programma Avondtheater op vrijdag 14 januari 1966. Vertaling en regie waren van Léon Povel. Het hoorspel duurde 58 minuten.

## Rolbezetting
- Johan Schmitz (majoor Christie)
- Jan van Ees (dokter)
- Rien van Noppen (kolonel Knox, voorzitter van de krijgsraad)
- Huib Orizand (overste Orwell, auditeur-militair)
- Willy Ruys (majoor Nicholson, verdediger)
- Jan Borkus (eerste luiternant Walker, beklaagde)
- Rob Geraerds (majoor Jones, assessor)

## Inhoud
De Engelse majoor Christie is na het beëindigen van de oorlog opgenomen in de psychiatrische afdeling van een militair hospitaal. Voor de behandelende psychiater is hij een moeilijk te doorgronden patiënt, omdat hij stelselmatig heeft geweigerd de achtergronden prijs te geven die zijn ineenstorting zouden kunnen verklaren. De psychiater staat voor de moeilijke opgave te achterhalen waardoor deze geharde oorlogsveteraan, die aan alle fronten heeft gevochten en de ene onderscheiding na de andere verwierf, ten slotte instortte. Niet ten gevolge van gevechtshandelingen, dat staat wel vast. De laatste maanden van zijn actieve dienst was hij commandant van een krijgsgevangenenkamp ergens in Oostenrijk. Daarin zaten kozakken opgesloten die tegen hun vroegere vaderland ten strijde waren getrokken. Voor de wijze waarop hij dit kamp had geleid, werd hij tot majoor bevorderd…